# 落合真彩 (フレスコボール)
落合 真彩（おちあい まあや、1990年4月12日 - ）は、日本のフレスコボール選手、フリーライター。神奈川県相模原市出身。

## 来歴
相模大野高校卒業後、筑波大学体育専門学群に進学。小学2年生のときからソフトボールをプレーしており、大学時代もソフトボール部に入部して内野手（遊撃手、三塁手）としてプレーした。打順は1〜3番が多く、三振の少ない俊足巧打タイプだったという。また、中学時代のみ、バスケットボールをプレーしていた。大学時代は周囲のレベルの高さに圧倒され競技実績を残せず、スポーツに対して燃え尽き症候群状態に陥る。
就職活動時にはスポーツ関連の企業を候補から外し、2013年に大学を卒業した後は明光ネットワークジャパンに就職。東京都と長野県での明光義塾教室長勤務を経る。それまで読書の習慣はなかったが、23歳の頃に自己啓発書に近い形のビジネス書を読んでから様々な本を読むようになる。誰かを勇気づけるための本を書きたいという思いが強まり、2016年3月末に退職。長野県から地元の神奈川県に戻り、フリーランスのライターに転向。ライターのスキルを磨くため、2017年に「上阪徹のブックライター塾」を受講。ビジネス・教育・広報PRなどに関する記事・書籍に携わっており、2019年6月に双葉社から出版された『会社成長のカギは外国人材の活躍だ! すぐに役立つ3つの基本と実例10』では、初めて1冊全ての執筆に携わった（著者名はグローバル人材キャリア支援協会）。
2016年5月に母校・筑波大学のソフトボール大会を観戦しに行ったところ、後輩のパーソナルトレーナー・宮越有沙（現：芝有沙）に偶然出会う。日本フレスコボール協会（JFBA）のスタッフを務めている宮越から、フレスコボール普及活動への協力を呼び掛けられ、6月からフレスコボールを始める。スポーツに対して苦しさを感じていた落合だったが、趣味としてではなく普及活動としての誘いであり、新しいスポーツの普及活動に携わるという部分が魅力に映ったという。
同年8月開催のジャパンオープン2016で宮越とのペアで出場し、女子部門優勝。女子部門の表彰は同年度の大会より新設されたため、初代女子チャンピオンとなった。2017年5月のフレスコボールオダイバカップ2017をもって宮越が妊娠のため競技から一時退くことになり、ペアを解消。同年8月開催のジャパンオープン2017では、落合のプレーに惚れ込んだという細井彩未との練習期間1ヶ月間の急造ペアで挑み、2年連続の女子部門優勝を果たす。
2018年は塩崎未英とペアを組んでプレー。この年はJFBA公式ランキングの上位が国外大会に日本代表として派遣されることになっていたが、2018年の前半の時点で好成績を収め、日本代表を確定させていた。同年8月のジャパンオープン2018では五十嵐恭雄とのペアで男女混合部門を優勝するものの、塩崎とのペアの女子部門では2位に終わり、女子部門3連覇とはならなかった。それでも落合個人としては、2018年度の公式ランキング女子カテゴリーを1位で終え、12月にブラジル選手権（Etapa Copacabana 2018）の派遣メンバーとなる。ブラジル選手権には同時に派遣された女子ペアと組み替え小澤彩香とのペアで出場すると、女子総合部門（Dupla Feminina Aberta）の予選を1位で通過。決勝は予選ほど調子が良くなかったものの3位に入賞し、男子一般部門で同じく3位に入賞した男子ペアとともに、日本勢初の表彰台に立った。また、男女一般部門（Dupla Mista Amador）にも倉茂孝明とのペアで出場して予選を通過し、5位に入賞している。
2018年よりJFBAで表彰が始まった「FRESCOBALL AWARD 2018」では年間最優秀選手（MVP）に選出。そのほか、五十嵐との練習中にJFBA確認済みのものとしては日本最長となる1149回のラリーを記録し、最優秀ラリー賞にも選出された。
2019年もブラジル選手権で組んだ小澤とペアを組んでおり、ブラジル選手権での健闘からメディアへの露出の機会が増えている。

## 人物
好きな言葉は虎視眈々。趣味は読書で、ビジネス書を読んで経営哲学を学ぶ。
フリーライターとしては、自著の出版を目標としている。また、フリーライターのスキルを活かして、自身のnoteで他のフレスコボール選手のインタビュー記事を連載し、フレスコボールの認知度向上にも力を入れている。

## プレースタイル
ラリーが乱れた際に立て直すのを得意とし、「安定の真彩」と呼ばれる。感情的な起伏はプレー中には出さないようにし、多少それたボールも何事もなかったかのように取り、ラリー相手に安心感を与えるように心がけている。身長もパワーもなくプレーが地味だと卑下する一方で、アタックできる範囲が人より広めだと自己分析する。
「思いやりのスポーツ」とも呼ばれるフレスコボールだが、落合はペアとのコミュニケーションをとる際に思いやりというよりもリスペクトすることを心がけている。

## 主な戦績

### 大会成績
| 年     | 月  | 大会名                                | ペア       | 点数 | 部門     | 部門順位 | 総合順位 | 備考                 |
| ------ | --- | ------------------------------------- | ---------- | ---- | -------- | -------- | -------- | -------------------- |
| 2016年 | 8月 | フレスコボール ジャパンオープン2016   | 宮越有沙   | 343  | 女子     | 1位      | 15位     | [ 11 ]               |
| 2017年 | 3月 | フレスコボール ミウラカップ2017       | 宮越有沙   | 487  | 女子     | 1位      | 4位      | [ 21 ]               |
| 2017年 | 5月 | フレスコボール オダイバカップ2017     | 宮越有沙   | 412  | 女子     | 1位      | 12位     | [ 22 ] [ 23 ]        |
| 2017年 | 5月 | フレスコボール オダイバカップ2017     | 芝卓史     | 501  | 男女混合 | 1位      | 5位      | [ 22 ] [ 23 ]        |
| 2017年 | 8月 | フレスコボール ジャパンオープン2017   | 細井彩未   | 610  | 女子     | 1位      | 7位      | [ 24 ] [ 25 ]        |
| 2017年 | 8月 | フレスコボール ジャパンオープン2017   | 南隼人     | 566  | 男女混合 | 3位      | 11位     | [ 24 ] [ 25 ]        |
| 2018年 | 2月 | フレスコボール バレンタインカップ2018 | 倉茂孝明   | 750  | 男女混合 | 1位      | -        | 参加は男女混合のみ   |
| 2018年 | 4月 | フレスコボール サクラカップ2018       | 塩崎未英   | 685  | 女子     | 1位      | 6位      | [ 27 ]               |
| 2018年 | 5月 | フレスコボール オダイバカップ2018     | 塩崎未英   | 782  | 女子     | 1位      | 2位      | [ 28 ]               |
| 2018年 | 5月 | フレスコボール オダイバカップ2018     | 倉茂孝明   | 730  | 男女混合 | 1位      | 5位      | [ 28 ]               |
| 2018年 | 6月 | フレスコボール ビギナーズカップ2018   | 對馬浩     | 615  | 男女混合 | 1位      | 7位      | [ 29 ]               |
| 2018年 | 7月 | フレスコボール ミウラカップ2018       | 塩崎未英   | 618  | 女子     | 3位      | 9位      | [ 30 ]               |
| 2018年 | 7月 | フレスコボール ミウラカップ2018       | 諏訪純也   | 778  | 男女混合 | 1位      | 6位      | [ 30 ]               |
| 2018年 | 8月 | フレスコボール ジャパンオープン2018   | 塩崎未英   | 743  | 女子     | 2位      | 7位      | [ 31 ]               |
| 2018年 | 8月 | フレスコボール ジャパンオープン2018   | 五十嵐恭雄 | 903  | 男女混合 | 1位      | 4位      | [ 31 ]               |
| 2019年 | 3月 | フレスコボール オオモリカップ2019     | 小澤彩香   | 1011 | 女子     | 1位      | 7位      | [ 32 ] [ 33 ]        |
| 2019年 | 3月 | フレスコボール オオモリカップ2019     | 五十嵐恭雄 | 1070 | 男女混合 | 1位      | 2位      | [ 32 ] [ 33 ]        |
| 2019年 | 5月 | フレスコボール タチヒカップ2019       | 小澤彩香   | 950  | 女子     | 1位      | 8位      | [ 34 ] [ 35 ] [ 36 ] |
| 2019年 | 5月 | フレスコボール タチヒカップ2019       | 諏訪純也   | 1018 | 男女混合 | 1位      | 7位      | [ 34 ] [ 35 ] [ 36 ] |
| 2019年 | 7月 | フレスコボール ミウラカップ2019       | 小澤彩香   | 1208 | 女子     | 1位      | 4位      | [ 37 ]               |
| 2019年 | 7月 | フレスコボール ミウラカップ2019       | 五十嵐恭雄 | 1081 | 男女混合 | 2位      | 8位      | [ 37 ]               |

| 年     | 月   | 大会名                                         | ペア     | 点数  | 部門         | 順位 | 備考          |
| ------ | ---- | ---------------------------------------------- | -------- | ----- | ------------ | ---- | ------------- |
| 2018年 | 12月 | フレスコボール ブラジル選手権 コパカバーナ2018 | 小澤彩香 | 385.1 | 女子総合     | 3位  | [ 38 ] [ 39 ] |
| 2018年 | 12月 | フレスコボール ブラジル選手権 コパカバーナ2018 | 倉茂孝明 | 387.6 | 男女混合一般 | 5位  | [ 38 ] [ 39 ] |

### 公式ランキング順位
- 2017年 - 総合8位（女子1位）
- 2018年 - 女子カテゴリー1位、男女混合カテゴリー8位（ペア：倉茂孝明）

### 受賞歴
- FRESCOBALL AWARD 2018[18]
  - 年間最優秀選手（MVP）
  - 最優秀ラリー賞（ペア：五十嵐恭雄）

## 著書

### 電子書籍
- 読書習慣ゼロでも500冊読む方法。「忙しい」が「充実している」に変わる読書術。（2016年8月、まんがびと） ※「みつばち」名義[40][41]